# مجموعة الزامل
شركة مجموعة الزامل القابضة هي شركة استثمارية قابضة مقرها في مدينة الخبر ، المملكة العربية السعودية. تركز أنشطة مجموعة الزامل على مشاريعها الخاصة والمشتركة والشركات العامة العاملة في مجال إنتاج مواد البناء ، والاستثمارات ، والخدمات البحرية ، والبتروكيماويات ، والعقارات ، وتجارة الخدمات.

## تاريخ

### 1999-1920[1]

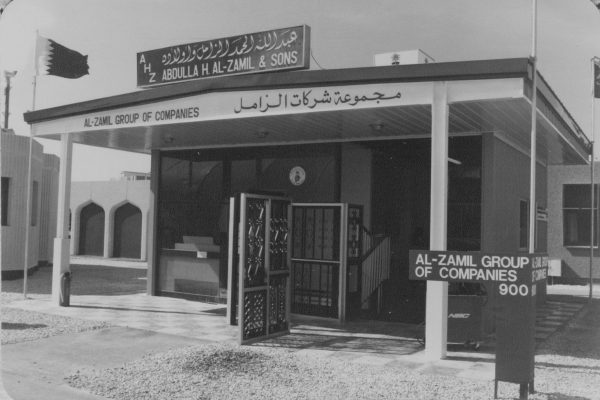
مجموعة شركات الزامل ، حوالي الأربعينيات

يعود تاريخ الشركة إلى عشرينيات القرن الماضي ، عندما بدأ الشيخ عبد الله حمد الزامل (1897-1960) من مدينة عنيزة بالمملكة العربية السعودية التجارة في البحرين. في الأربعينيات من القرن الماضي ، توسعت الأعمال لتشمل العقارات (تأسست الزامل العقارية). في عام 1959 ، قامت الزامل العقارية ببناء أطول مبنى (في ذلك الوقت) في الخبر بالمملكة العربية السعودية. في عام 1974 ، تأسست الزامل للألمنيوم (الآن الزامل للصناعات المعمارية). في عام 1975 ، بدأت شركة صناعات التبريد العربية ، المعروفة الآن باسم مكيفات الزامل (ZAC) ، عملياتها. بدأت الشركة نشاطها بموجب اتفاقية ترخيص مع شركة Friedrich Air Conditioning الأمريكية التي تنتج مكيفات الهواء ومنتجات التبريد. تأسست الزامل للحديد في عام 1976 كمشروع مشترك مع شركة سول ستيل في الثلاثينيات. تأسست الزامل للإنشاءات البحرية في عام 1977. كما تم تأسيس شركة الزامل للتشغيل والصيانة هذا العام ، والتي تقدم خدمات التشغيل والصيانة في المملكة العربية السعودية. في عام 1980 تم تأسيس شركة الزامل للبلاستيك. في عام 1988 ، تم الاستحواذ على الزامل للبلاستيك كشركة مملوكة بالكامل تنتج مجموعة متنوعة من العبوات البلاستيكية ، مثل تغليف المواد الغذائية والصناديق الصناعية والمنتجات الهندسية. في عام 1982 ، تأسست شركة الخليج العربي للإنشاءات (AGC) كمنظمة لتطوير الأنظمة الكهربائية والميكانيكية.
في عام 1997 ، تأسست الزامل للطلاء الصناعي (زيندكو) لإنتاج الطلاءات لصناعة البناء في المملكة العربية السعودية. كما تم إنشاء شركة الخليج للمثبتات الصناعية (GSI) ، وهي مشروع مشترك بين شركة مجموعة الزامل القابضة وشركة Great Lakes Chemical Corporation (الآن Chemtura Corporation) ، هذا العام. بدأت شركة Gulf Stabilizers Industries الإنتاج في أوائل عام 2001 كشركة مصنعة للمواد الكيميائية وخلاطات لمضادات الأكسدة ومضافات البوليمر. في عام 1998 ، تم تأسيس شركة الزامل للاستثمار الصناعي كشركة مساهمة من خلال دمج الشركات التي كانت مملوكة بالكامل سابقًا لشركة مجموعة الزامل القابضة.

### 2009-2000
في أوائل عام 2000 ، وقعت مجموعة الزامل اتفاقية لتوزيع منتجات من شركة Wacker Chemie الألمانية ، وهي شركة تصنيع مواد مانعة للتسرب من السيليكون تستخدم في البناء والنقل والهندسة الكهربائية والعديد من الصناعات الأخرى. في يونيو 2005 ، أعلنت مجموعة الزامل وشركة هانتسمان الأمريكية للبتروكيماويات عن إنشاء مصنع إيثيلين أمين في مدينة الجبيل الصناعية. بعد خمس سنوات ، في عام 2010 ، تم افتتاح المصنع رسميًا. في عام 2004 ، تم تأسيس شركة الصحراء للبتروكيماويات كشركة سعودية مساهمة.
في ديسمبر 2007 ، وقعت مجموعة الزامل عقدًا مع Brandt Engineered Products Limited (كندا) لبناء مصنع جديد لمعالجة الأنابيب غير الملحومة في المدينة الصناعية الثانية بالدمام. في عام 2008 ، تبرعت شركة مجموعة الزامل القابضة بمبلغ خمسة ملايين ريال لصندوق دعم البحوث والتعليم بجامعة الملك فهد للبترول والمعادن.
في نوفمبر 2008 ، افتتحت الزامل للحديد مصنعاً في بيون ، الهند. وبلغت الاستثمارات في المصنع نحو 120 مليون ريال سعودي. في مايو 2009 ، وقعت مجموعة الزامل شراكة مع هانتسمان في مكتب الاستثمار الرئيسي بالرياض ، اتفاقية لتأسيس شركة الأمينات العربية باستثمار 500 مليون ريال لبناء مصنع للإيثيلين.

### 2010 - حتى اليوم
في ديسمبر 2010 ، بدأت مجموعة الزامل وشركة المياه الفرنسية ساور تشغيل شبكة مياه في مكة المكرمة والطائف المجاورة كجزء من جهود المملكة العربية السعودية للاستفادة بشكل أفضل من مواردها المائية. في يونيو 2011 ، أعلن وادي الرياض ، الذراع الاستثماري لجامعة الملك سعود ، عن شراكة مع شركة سيرنر ومجموعة الزامل لتشكيل نظام معلومات صحي وادي الرياض. سيقدم التعاون أنظمة وخدمات المعلومات الطبية للمستشفيات التابعة لجامعة الملك سعود والمستشفيات الأخرى التابعة لوزارة التعليم العالي والمستشفيات الخاصة في جميع أنحاء المملكة العربية السعودية.
في مارس 2022 ، انضمت شركة الزامل البحرية ، وهي فرع لبناء السفن في شركة مجموعة الزامل القابضة ، إلى شركة نافانتيا الإسبانية لبناء السفن المملوكة للدولة في بناء صواريخ اعتراضية للسفن التابعة للبحرية الملكية السعودية.
وفقًا لمجلة فوربس ، تحتل الشركة المرتبة 19 في قائمة أفضل 100 شركة عائلية عربية في الشرق الأوسط.
في فبراير 2024 صرّح صندوق الاستثمارات العامة السعودي اكتمال عملية الاستثمار في شركة الزامل للخدمات البحرية، باستحواذه على نسبة 40 بالمئة من أسهم الشركة المصدرة.

### المسؤوليات الاجتماعية
في عام 2008 ، تبرعت الشركة بخمسة ملايين دولار لدعم البرامج البحثية والتعليمية في جامعة الملك فهد للبترول والمعادن.
في عام 2010 ، بدأت مجموعة الزامل القابضة مع مجموعة ساور في تشغيل شبكة المياه في مكة المكرمة والطائف كجزء من جهود المملكة العربية السعودية لتحسين استخدام مواردها المائية.

## وصلة
- الموقع الرسمي